# Football Club d'Annecy
O Football Club d'Annecy é um clube de futebol com sede em Annecy, França. A equipe compete na Ligue 2.
O Annecy Football Club foi fundado sob seu nome atual em 1993 como a reencarnação do extinto Football Club d'Annecy. O FC Annecy, formado em 1927, passou a maior parte de sua história no futebol amador regional. O clube se profissionalizou em 1942, mas foi obrigado a retornar ao amadorismo um ano depois. Quando a Championnat National 2 foi formada para a temporada de 1948-49, o Annecy se tornou membro fundador. Após onze temporadas, o Annecy se tornou o campeão amador da França no final da temporada de 1959-60 e, após uma curta ascensão no início dos anos 1970, encolheu de volta à obscuridade que havia caracterizado seus primeiros dias.

## História
O clube foi fundado em 1927.
O Annecy Football Club foi formado no mesmo dia do fim do FC Annecy, e assumiu uma posição na liga cinco níveis abaixo do antigo time na Promoção Rhône-Alpes Honneur Régional. O novo clube foi promovido em sua segunda temporada, e repetiu esse feito dois anos depois. Após nove anos no sexto nível, a Rhône-Alpes Honneur Ligue, o Annecy foi rebaixado novamente em 2007-08. Em 2013, o clube recuperou o nome histórico FC Annecy, e em 2015 venceu a Divisão Rhône-Alpes Honneur, para ganhar acesso ao Championnat National 3. Em 2016, o clube foi novamente promovido ao Championnat National 2. 

## Elenco atual
Atualizado em 26 de Agosto de 2024
Nota: Bandeiras indicam equipe nacional, conforme definido pelas regras de elegibilidade da FIFA. Os jogadores podem ter mais de uma nacionalidade não-FIFA.
| N.º |          | Posição | Jogador                           |
| --- | -------- | ------- | --------------------------------- |
| 1   | França   | G       | Florian Escales                   |
| 2   | França   | D       | Hamjatou Soukouna                 |
| 3   | Camarões | D       | Moïse Mahop                       |
| 5   | Argélia  | M       | Ahmed Kashi                       |
| 6   | França   | D       | François Lajugie                  |
| 7   | Gabão    | M       | Noha Lemina (emprestado pelo PSG) |
| 10  | França   | A       | Kapit Djoco                       |
| 11  | Nigéria  | A       | Goteh Ntignee                     |
| 16  | França   | G       | Thomas Callens                    |
| 17  | França   | M       | Vincent Pajot                     |
| 18  | França   | D       | Axel Drouhin                      |

| N.º |                                | Posição | Jogador                                |
| --- | ------------------------------ | ------- | -------------------------------------- |
| 19  | França                         | A       | Samuel Ntamack                         |
| 20  | Burquina Fasso                 | M       | Josué Tiendrébéogo                     |
| 21  | República Democrática do Congo | D       | Fabrice N'Sakala                       |
| 22  | França                         | A       | Clément Billemaz                       |
| 24  | França                         | M       | Yohan Demoncy                          |
| 26  | França                         | M       | Anthony Bermont (emprestado pelo Lens) |
| 27  | França                         | D       | Julien Kouadio                         |
| 28  | França                         | A       | Antoine Larose                         |
| 30  | França                         | G       | Tidiane Malbec                         |
| 41  | França                         | D       | Thibaut Delphis                        |